# NEVER STAY HERE, NEVER FORGET YOU 〜LOUDNESS BEST TRACKS〜
『NEVER STAY HERE, NEVER FORGET YOU 〜LOUDNESS BEST TRACKS〜』（ネヴァー・ステイ・ヒア・ネヴァー・フォーゲット・ユー ラウドネス・ベスト・トラックス）は、LOUDNESSのベストアルバム。1986年12月10日発売。
発売元は日本コロムビア。

## 解説
帯コピーは見果てぬ夢と、強い力に憧れた。これは僕達とラウドネスの、尊い叙事詩だ。。
公式サイトに記載のある最初のベストアルバム。
『THE BIRTHDAY EVE 〜誕生前夜〜』〜『THUNDER IN THE EAST』から選曲されているが、『DISILLUSION』は英語詞盤からのみ選曲されている。

## 収録曲
1. Loudness
『THE BIRTHDAY EVE 〜誕生前夜〜』収録曲。
2. Angel Dust
『DEVIL SOLDIER 〜戦慄の奇蹟〜』収録曲。
3. Burning Love
1stシングル。アルバム初収録。
4. Crazy Doctor (English Version)
『DISILLUSION English Version』収録ヴァージョン。
5. Run For Your Life
『THUDER IN THE EAST』収録曲。
6. Sleepless Night (Live)
CDのみのボーナストラック。
7. Bad News
「BURNING LOVE」B面。アルバム初収録。
8. In The Mirror
『THE LAW OF DEVIL'S LAND 〜魔界典章〜』収録曲。
9. Crazy Night
4thシングル。『THUNDER IN THE EAST』収録曲。
10. Ares' Lament
『DISILLUSION English Version』収録曲。
11. Eruption
新曲。